# 秋田地方裁判所
秋田地方裁判所（あきたちほうさいばんしょ）は、秋田県秋田市にある日本の地方裁判所の一つで、秋田県を管轄している。略称は、秋田地裁（あきたちさい）。能代・本荘・大館・横手・大曲に支部を置いている。
秋田地方裁判所には秋田市に置かれている本庁のほか、能代市、本荘（由利本荘市）、大館市、横手市、大曲（大仙市）の5市に地方裁判所と家庭裁判所の支部を設置しているほか、前述の6箇所にくわえ男鹿市、鹿角市、湯沢市、仙北市の4箇所を加えた10箇所に簡易裁判所を設置している。また秋田、能代、大館、大曲の4つの検察審査会も設置されている。

## 所在地
- 本庁：秋田県秋田市山王7-1-1  北緯39度43分6.7秒 東経140度6分1.5秒 / 北緯39.718528度 東経140.100417度
秋田新幹線, JR奥羽線, 羽越線, 男鹿線 秋田駅から県庁･市役所方面行きバスに乗車，県庁･市役所前バス停または八橋市民広場前･裁判所前バス停で下車(所要時間約20分)
秋田駅から徒歩で約30分，タクシーで約15分

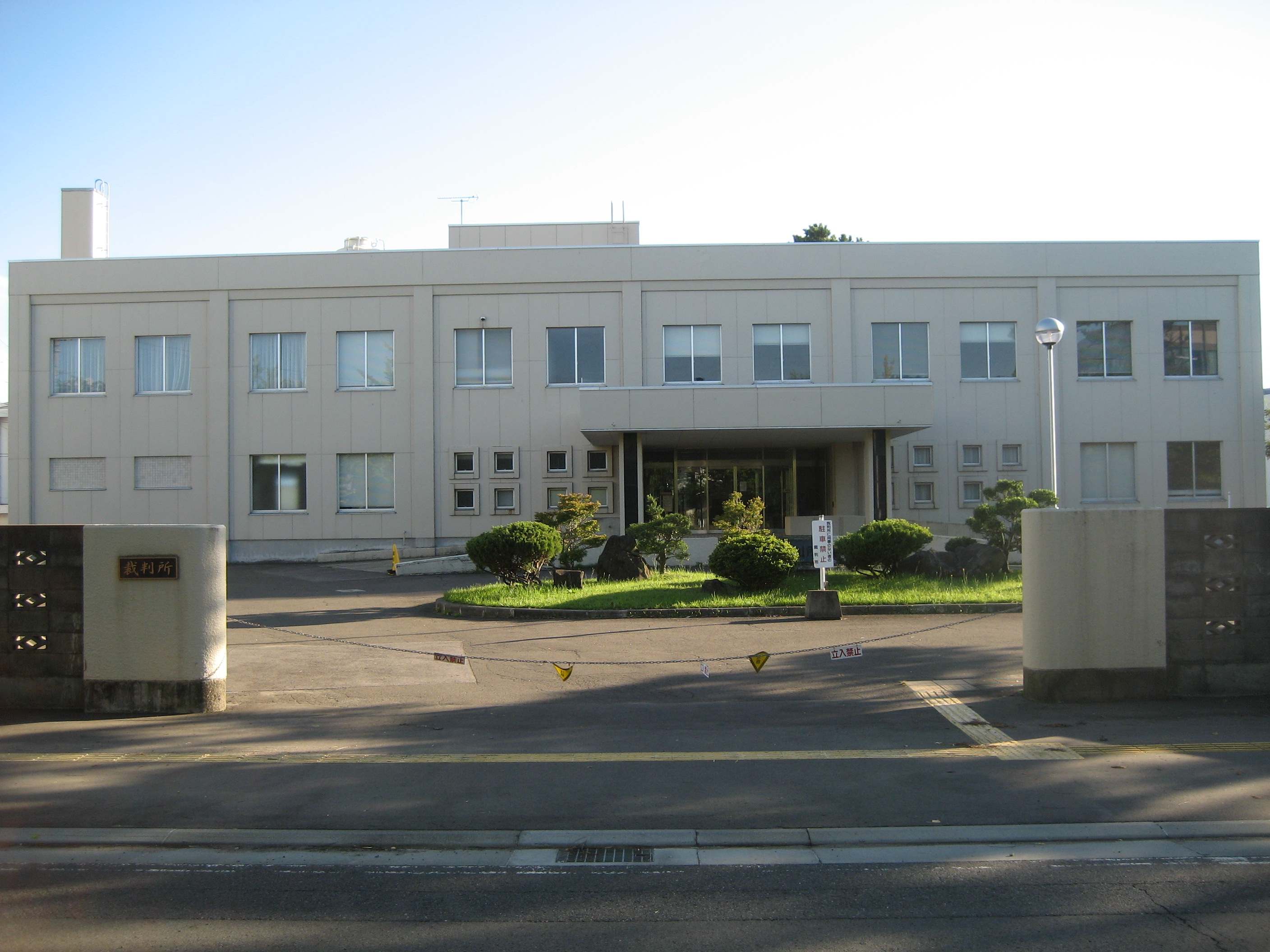
能代支部：秋田県能代市上町1-15  北緯40度12分42.1秒 東経140度1分40.4秒 / 北緯40.211694度 東経140.027889度
JR五能線 能代駅から徒歩約15分
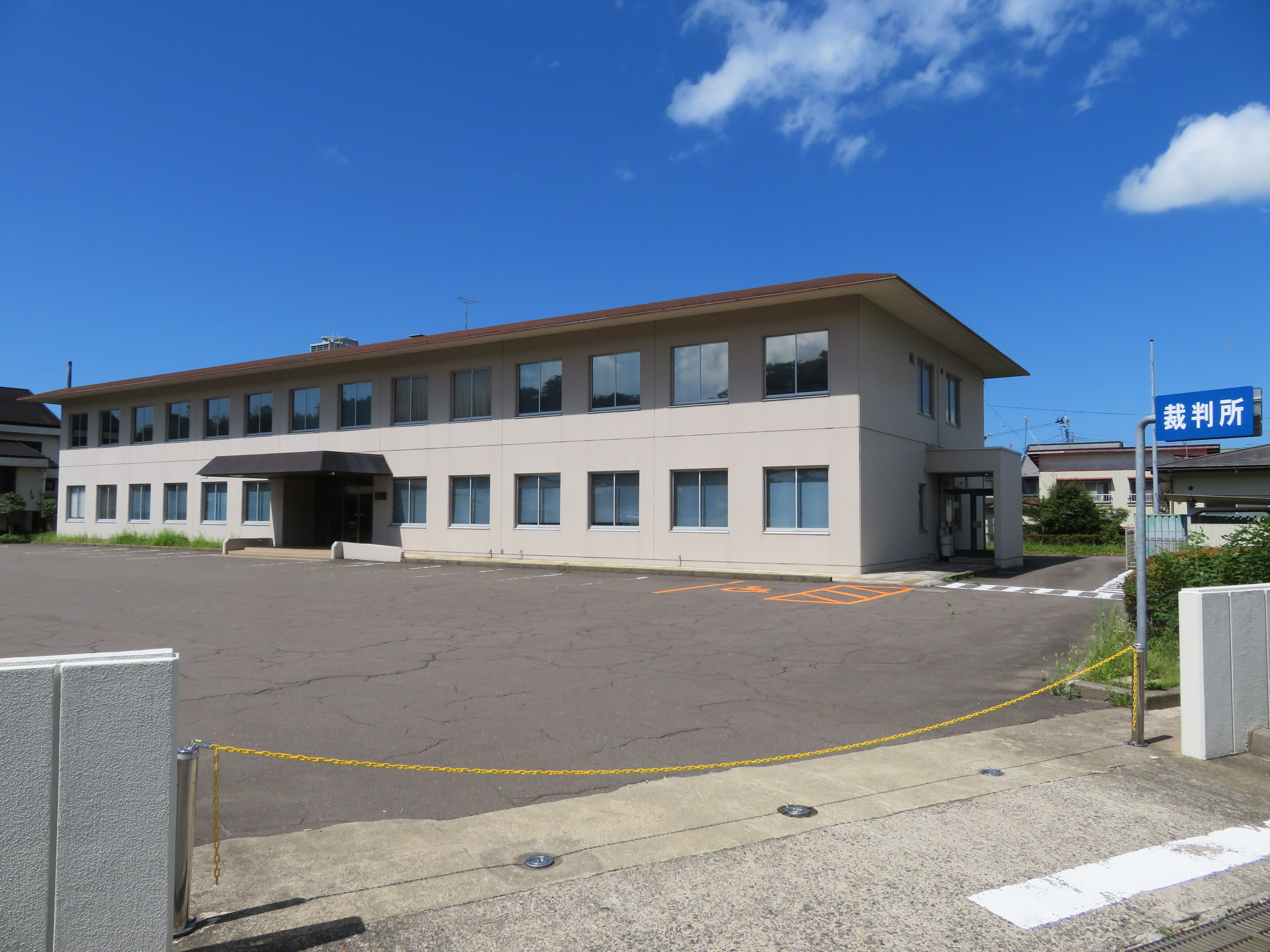
本荘支部：秋田県由利本荘市瓦谷地21  北緯39度23分9秒 東経140度2分41.4秒 / 北緯39.38583度 東経140.044833度
JR羽越線, 由利高原鉄道鳥海山ろく線 羽後本荘駅 本荘市循環バスに乗車，鶴舞会館前で下車 徒歩3分
羽後本荘駅から徒歩約20分
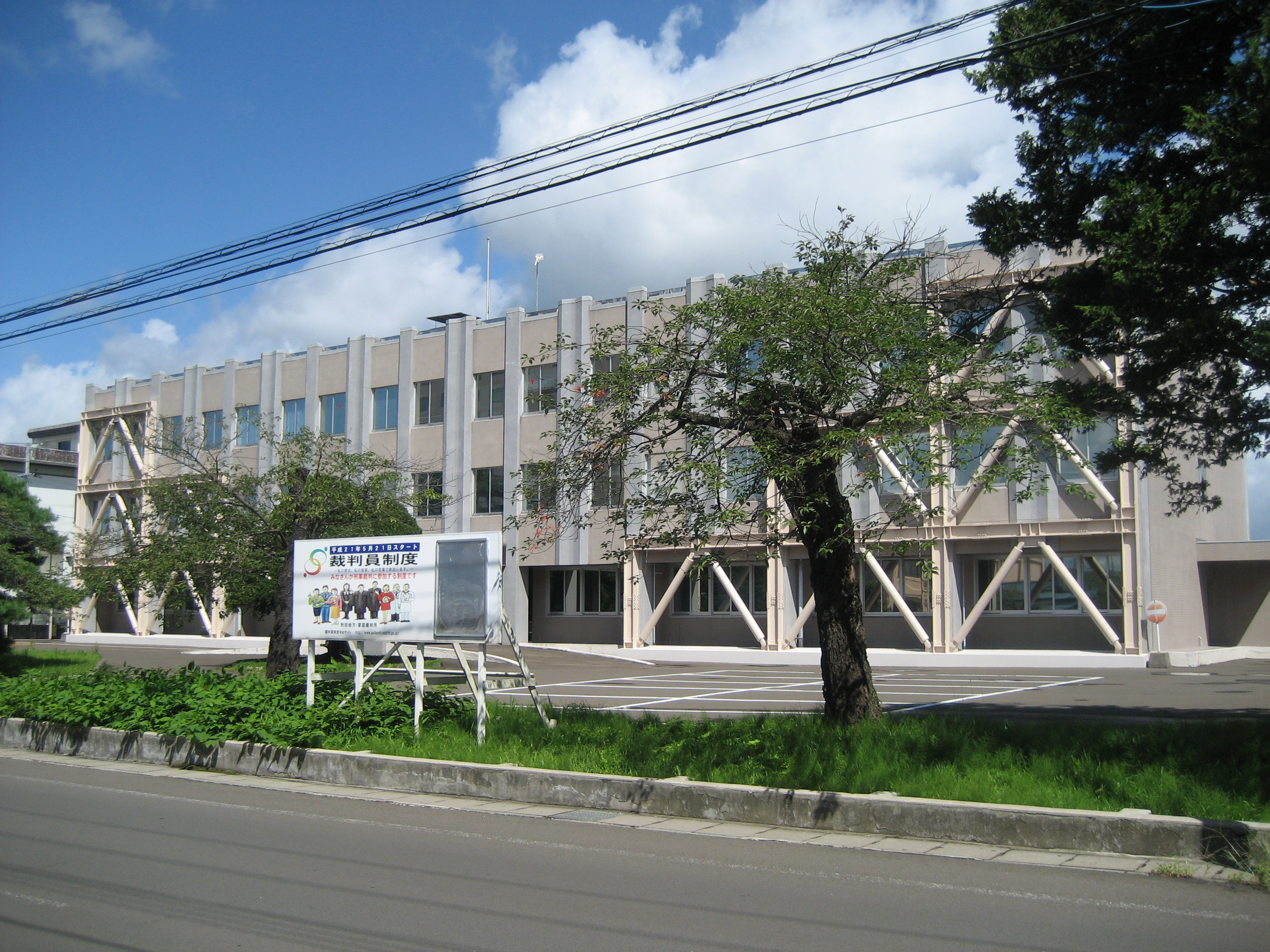
大館支部：秋田県大館市中城15  北緯40度16分16.7秒 東経140度33分54.6秒 / 北緯40.271306度 東経140.565167度
JR奥羽線, 花輪線 大館駅 大町方面行きバス乗車，秋北バスターミナルで下車(所要時間約10分)
大館駅から徒歩約45分，タクシーで約15分
JR花輪線東大館駅から徒歩約15分
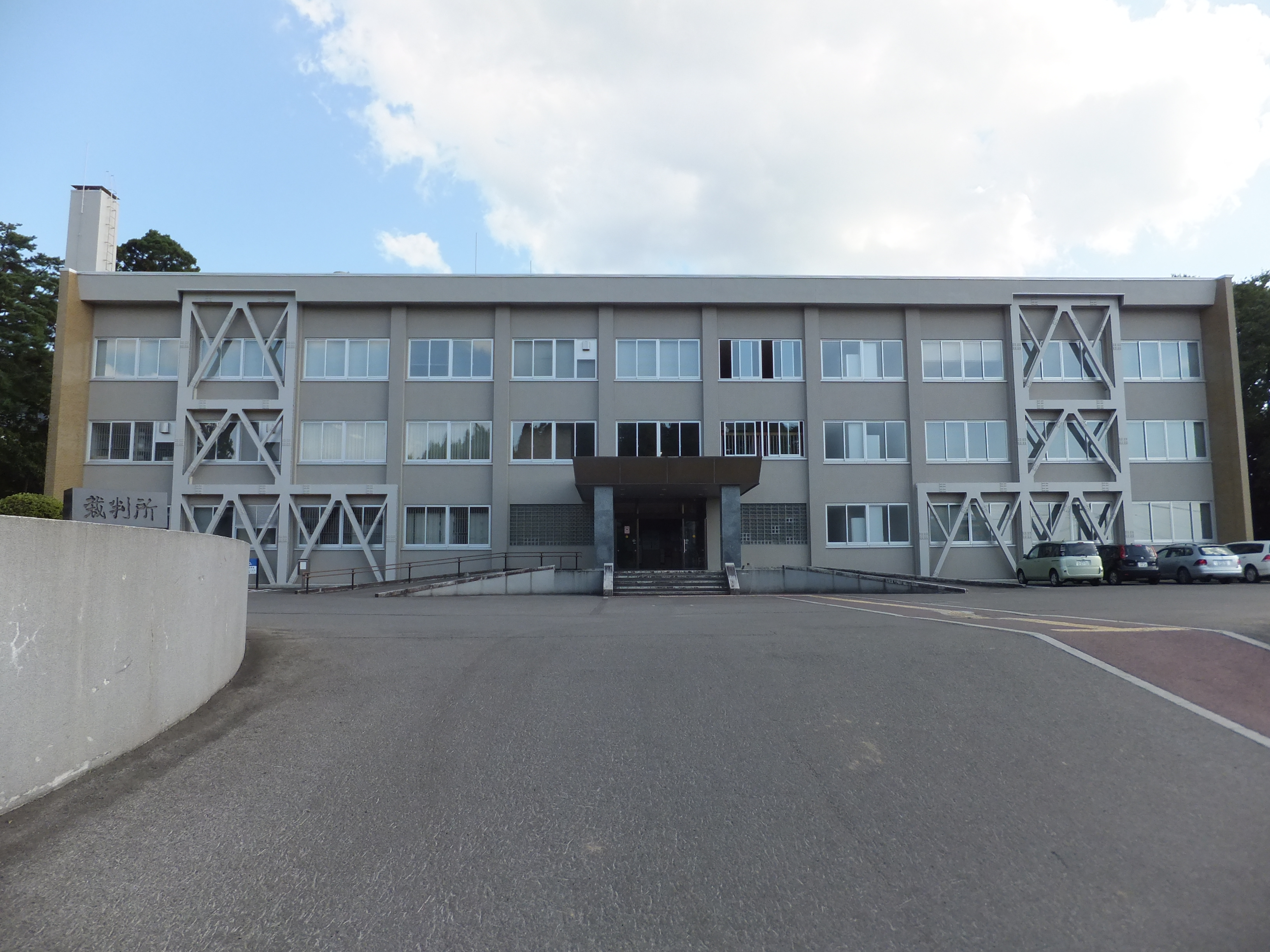
横手支部：秋田県横手市城南町2-1  北緯39度19分3.9秒 東経140度34分18秒 / 北緯39.317750度 東経140.57167度
JR奥羽線, 北上線 横手駅 大曲行きバスに乗車，｢郵便局前｣で下車(所要時間約5分) 同バス停から徒歩5分 市内線バスに乗車，｢横手南小学校前｣で下車(所要時間約5分)
横手駅から徒歩約25分，タクシー約15分
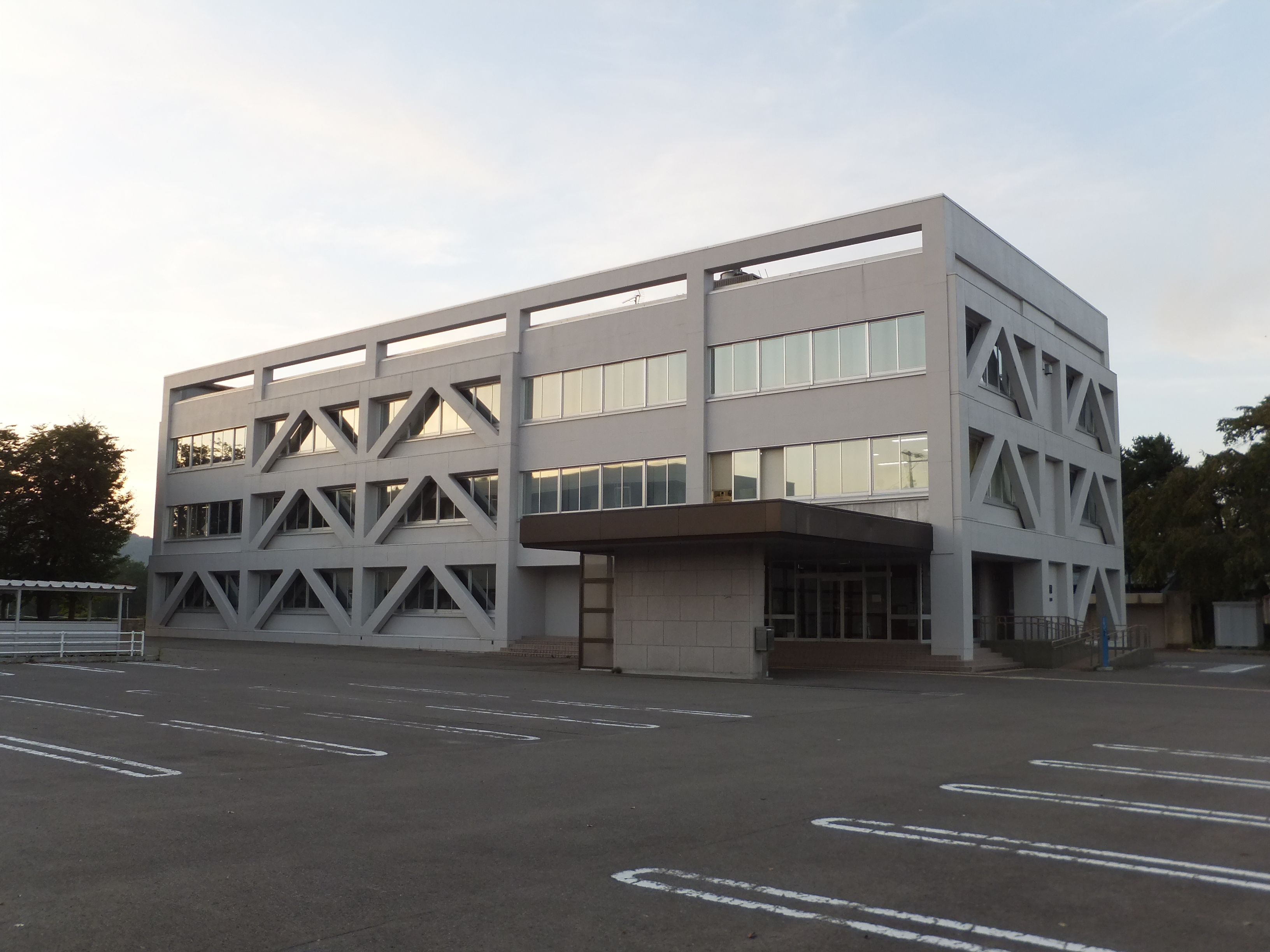
大曲支部：秋田県大仙市大曲日の出町1-20-4  北緯39度26分50.9秒 東経140度28分31秒 / 北緯39.447472度 東経140.47528度
秋田新幹線, JR奥羽線, 田沢湖線 大曲駅 横手バスターミナル行きバスに乗車，｢大曲農業高校前｣で下車 同バス停から徒歩約10分
大曲駅から徒歩約30分

- 能代支部
- 本荘支部
- 大館支部
- 横手支部
- 大曲支部

## 管轄
本庁
- 秋田市、潟上市、南秋田郡五城目町、八郎潟町、井川町、大潟村、男鹿市

本荘支部
- 由利本荘市、にかほ市

能代支部
- 能代市、山本郡藤里町、三種町、八峰町

大館支部
- 大館市、北秋田市、北秋田郡上小阿仁村、鹿角市、鹿角郡小坂町

大曲支部
- 大仙市、仙北郡美郷町、仙北市

横手支部
- 横手市、湯沢市、雄勝郡羽後町、東成瀬村

※ただし、行政事件、本荘・能代の各支部の合議事件及び少年事件、本荘支部管内の執行事件（不動産競売、債権、財産開示）は本庁で、横手支部管内の合議事件は大曲支部でそれぞれ取り扱う。

## 管内の簡易裁判所
| 対応する本庁/支部 | 裁判所名       | 管轄                             | 所在地                                       |
| 本庁              | 秋田簡易裁判所 | 秋田市・潟上市・南秋田郡         | 〒010-8504 秋田県秋田市山王7-1-1             |
| 本庁              | 男鹿簡易裁判所 | 男鹿市                           | 〒010-0511 秋田県男鹿市船川港船川化世沢21    |
| 能代支部          | 能代簡易裁判所 | 能代市・山本郡                   | 〒016-0817 秋田県能代市上町1-15              |
| 本荘支部          | 本荘簡易裁判所 | 由利本荘市・にかほ市             | 〒015-0872 秋田県由利本荘市瓦谷地21          |
| 大館支部          | 大館簡易裁判所 | 大館市・北秋田市・北秋田郡       | 〒017-0891 秋田県大館市中城15                |
| 大館支部          | 鹿角簡易裁判所 | 鹿角市・鹿角郡                   | 〒018-5201 秋田県鹿角市花輪字下中島1-1       |
| 横手支部          | 横手簡易裁判所 | 横手市（増田町を除く）           | 〒013-0013 秋田県横手市城南町2-1             |
| 横手支部          | 湯沢簡易裁判所 | 湯沢市・横手市（増田町)・雄勝郡  | 〒012-0844 秋田県湯沢市田町二丁目6-41        |
| 大曲支部          | 大曲簡易裁判所 | 大仙市（旧中仙町を除く）・仙北郡 | 〒014-0063 秋田県大仙市大曲日の出町1丁目20−4 |
| 大曲支部          | 角館簡易裁判所 | 大仙市（旧中仙町）・仙北市       | 〒014-0372 仙北市角館町小館77-4              |

## 歴代所長
（カッコ内は異動先）
- 本郷元（1993年 - 1996年 仙台家庭裁判所所長）
- 平谷正弘（2003年3月 - 2004年7月 福島地方裁判所所長）
- 満田明彦（2004年7月 - 2005年12月 名古屋高等裁判所部総括判事）
- 橋本和夫（2005年12月 - 2007年2月 宇都宮家庭裁判所所長）
- 川勝隆之（2007年2月 - 2008年11月 依願退官）
- 河村吉晃（2008年11月 - 2011年1月 仙台地方裁判所所長）
- 豊田建夫（2011年1月 - 2012年1月 依願退官）
- 石原直樹（2012年1月 - 2013年9月 依願退官）
- 坂口公一（2013年9月 - 2015年9月 定年退官）
- 小川浩（2015年9月 - 2016年10月 仙台高等裁判所部総括判事）
- 窪木稔（2016年10月 - 2018年1月 仙台家庭裁判所所長）
- 土田昭彦（2018年1月 - 2020年10月 福島地方裁判所所長[1]）
- 脇博人（2020年10月 - 2021年10月 名古屋家庭裁判所所長[2]）
- 平田直人（2021年10月 - 2023年5月 名古屋家庭裁判所所長[3]）
- 見米正（2023年5月 - [4]）